# 薩爾·古德曼

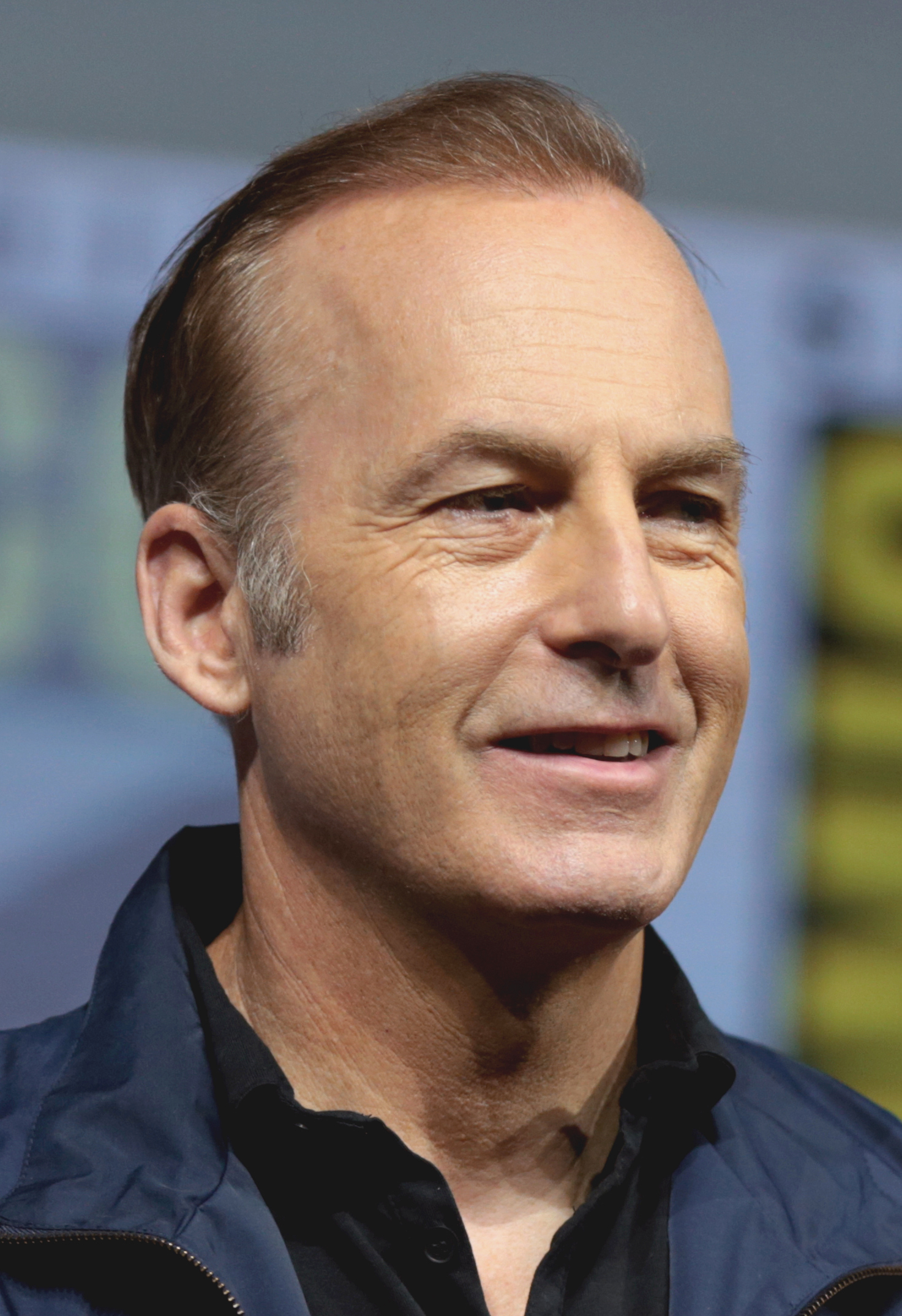
在电视剧《风骚律师》与《绝命毒师》中饰演索尔·古德曼的鲍勃·奥登科克

詹姆斯·摩根·“吉米”·麦吉尔（英語：James Morgan "Jimmy" McGill），他在职业生涯中以索尔·古德曼（Saul Goodman）的别名而著称。他是由文斯·吉利根与彼得·古尔德创作的电视剧《绝命毒师》及其衍生前传系列《风骚律师》中的虚构人物。该角色由美国演员鲍勃·奥登科克饰演。
索尔·古德曼是一位来自新墨西哥州阿尔伯克基的律师，并擅长通过信任骗局来获利。他因为给犯罪分子提供法律上的咨询服务，而导致自身也越来越多地被卷入当地的黑社会纷争。萨尔是爱尔兰裔美国人，但为了吸引客户而通常假装成犹太人。他的商业化名“索尔·古德曼”即是对“老兄，一切都会安好”（It's all good, man）这句话的阐释。
在《风骚律师》的前四季上映时，鲍勃·奥登科克被提名为黄金时段艾美奖剧情类最佳男主角奖以及金球奖最佳男演员奖。奥登科克凭借在前四季中的出色表演获得了评论家选择电视奖最佳剧情类男主角奖提名，并成功两次获得该奖项。有些评论家认为，在上一届获得提名的奥登科克在第72届黄金时段艾美奖评选中却未能获选乃是艾美奖史上的“重大冷遇”。

## 備註
1. ↑  《絕命律師》第六季第13集劇情內容，被判入獄86年。

## 外部連結
- Saul Goodman （页面存档备份，存于） at AMC
- Jimmy McGill （页面存档备份，存于） at AMC